# Fresnay-le-Samson
Fresnay-le-Samson är en kommun i departementet Orne i regionen Normandie i nordvästra Frankrike. Kommunen ligger i kantonen Vimoutiers som tillhör arrondissementet Argentan. År 2022 hade Fresnay-le-Samson 108 invånare.

## Befolkningsutveckling
Antalet invånare i kommunen Fresnay-le-Samson
| Referens: INSEE |